# Kingsholm Stadium
Das Kingsholm Stadium ist ein Stadion in der englischen Stadt Gloucester, Gloucestershire. Es bietet 16.500 Zuschauern Platz und ist das Heimstadion des Rugby-Union-Vereins Gloucester Rugby.
Im Jahr 1891 erwarb der Verein das heutige Stadiongelände für £ 4.000. Die erste Haupttribüne wurde 1926 errichtet, brannte aber sechs Jahre später ab. Nach und nach wurde das Stadion auf die heutige Größe erweitert. Eine bedeutende Ausbauetappe war dabei in den 1950er Jahren die Stehplatztribüne mit dem Namen The Shed („der Schuppen“), die von den Gloucester-Fans auch als „Kessel der Furcht“ bezeichnet wird.
Im Kingsholm Stadium werden während der Rugby-Union-Weltmeisterschaft 2015 mehrere Vorrundenspiele ausgetragen. Schon bei der Rugby-Union-Weltmeisterschaft 1991 war das Stadion Spielort.

## Galerie

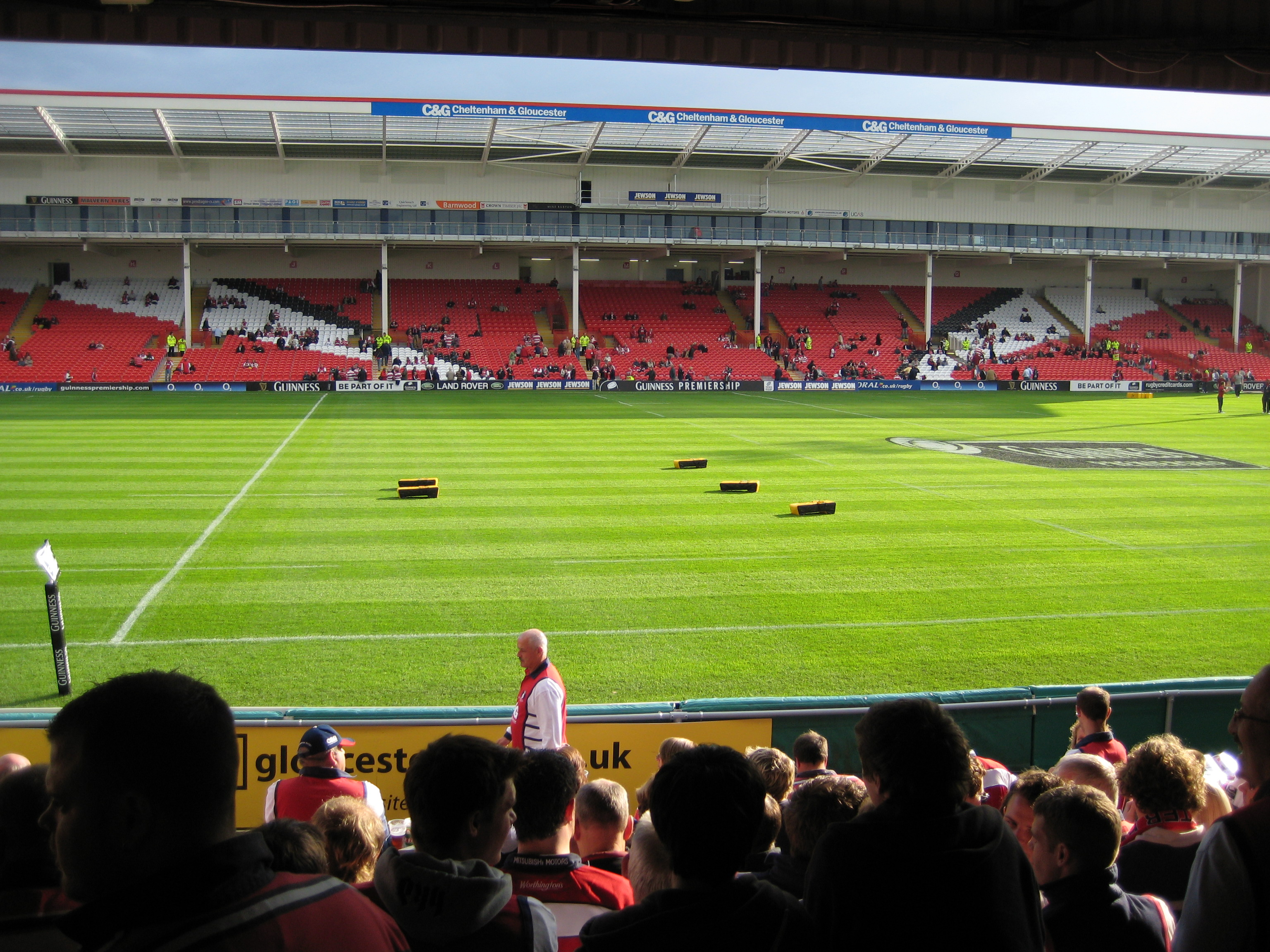
Blick vom The Shed ins Kingsholm Stadium (2007)
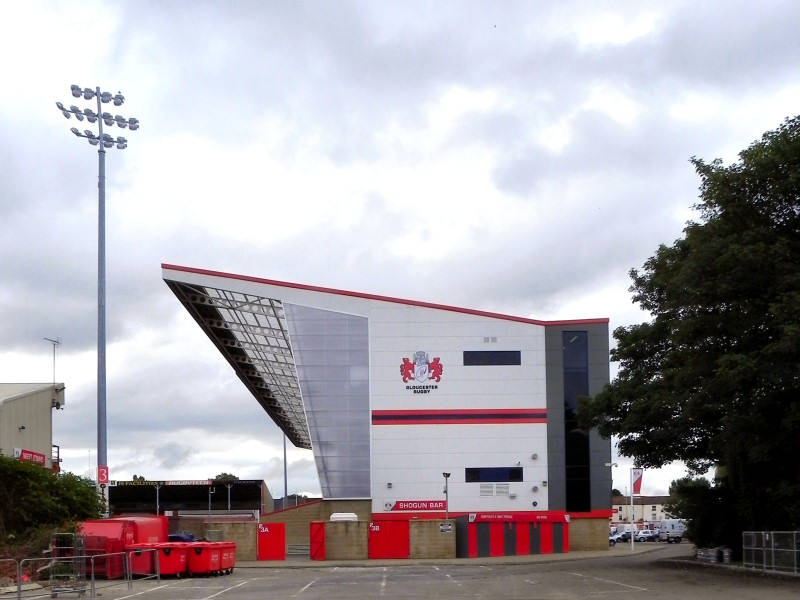
Der South Stand (2010)
Stadionplan